# Дамбаев, Дамби Базарович
Дамби́ База́рович Дамба́ев — Народный депутат СССР (1989—1991), советник президента Республики Бурятия (2002), глава администрации Еравнинского района Бурятии (2003—2011).

## Биография
Родился 29 октября 1948 года в улусе Усть-Эгита Еравнинского района. В 1968 году окончил Улан-Удэнский механико-технологический техникум по специальности «механик по машинам и аппаратам молочной промышленности».
Работал слесарем Можайского маслозавода. В 1969—1971 годах служил в рядах Советской Армии. После армии работал слесарем Сосново-Озерского маслозавода. После этого Дамбаев работал учителем физики в Георгиевской средней школе Хоринского района.
Избирается секретарем комитета ВЛКСМ колхоза «Победа» в сентябре 1972 года. С мая 1973 года — заведующий орготделом Еравнинского райкома ВЛКСМ, затем работает инструктором райкома КПСС. В сентябре 1981 года Дамбаева избирают секретарём парткома колхоза «Дружба». В том же же году заочно окончил Бурятский педагогический институт. С 1985 по 1994 год работает председателем правления колхоза «Победа».
В 1989 году Дамбаев избран народным депутатом СССР от пяти районов — Муйского, Баунтовского, Еравнинского, Кижингинского, Хоринского.
Был заместителем генерального директора Торгового Дома «Агропромышленный» в Улан-Удэ. В марте 1998 года снова возглавляет правление СПК «Победа». Одновременно работает главой администрации Усть-Эгитуйского сомона.
В 2003 году Дамби Дамбаев побеждает на выборах главы Еравнинского района. В марте 2008 года избиратели Еравны повторно доверяют ему пост главы района.
7 сентября 2011 года депутаты Еравнинского районного Совета приняла отставку Дамби Дамбаева.
Умер Д. Дамбаев 6 марта 2022 года.